# Bobby Zamora
Robert Lester „Bobby“ Zamora (* 16. ledna 1981, Londýn, Spojené království) je anglický fotbalista, který momentálně hraje za QPR. Zamora zahájil svoji kariéru v klubu Bristol Rovers, ale brzy odešel do Brightonu, kde vstřelil 77 gólů ve třech sezonách a pomohl svému klubu ke dvěma postupům v řadě.
Po neúspěšném angažmá v Tottenhamu Zamora odešel do West Hamu, kde působil pět let a podílel se na postupu do Premier League. V roce 2008 přestoupil do Fulhamu, kde první sezonu vstřelil jen 4 branky. V další sezoně 2009/10 jeho forma však vzrostla a byl povolán do národního týmu Anglie. Také se podílel na výborném tažení klubu v Premier League, FA Cupu a Evropské lize.

## Mládí
Zamora se narodil v londýnské části Barking, potom navštěvoval Essex Junior School a následně Barking Abbey Secodary School. Jako malý kluk hrál za fotbalový klub Senrab ve východním Londýně, spolu s Johnem Terrym, Ledley Kingem, Jlloydem Samuelem a Paulem Koncheskym. Jako celoživotní fanoušek West Hamu United začal hrát za tuto akademii, ale byl propuštěn, společně s Jlloydem Samuelem, Fritzem Hallem a Paulem Koncheskym. Právě s Koncheskym se později vrátil do West Hamu a následně i do Fulhamu.

## Kariéra

### Bristol Rovers
Zamora se připojil k Bristolu Rovers v srpnu 1999. Za klub nastoupil celkem v šesti zápasech. V roce 2000 byl poslán na hostování do Bath City, kde se v šesti zápasech ve všech soutěžích trefil osmkrát a do Brightonu, kde se trefil šestkrát v šesti zápasech.

### Brighton & Hove Albion
Zamora po vydařeném hostování přestoupil do Brightonu natrvalo za 100 tisíc liber. V klubu se rychle zapsal jako výborný střelec a začal hrát za národní tým Anglie do 21 let. Celkem zaznamenal za klub 136 zápasů a 83 gólů a pomohl klubu k dvěma postupům v řadě až do Championship. Fanoušci si ho velmi oblíbili a dokonce ho přirovnávali k Alanu Shearerovi nebo Andymu Coleovi. Zamora opustil Brighton jako šestý nejlepší střelec v historii klubu a dodnes zůstává jako jeden z jeho nejvíce uznávaných hráčů.

### Tottenham Hotspur
Poté, co byl Zamora hodně sledován předními anglickými kluby, přestoupil za 1,5 milionu liber do Tottenhamu v červenci 2003. V Tottenhamu bojoval se silnou konkurencí a odehrál pouze 18 zápasů, z nichž 11 jako náhradník. Jediný gól vstřelil proti West Hamu v Carling Cupu a tím ho vyřadil.

### West Ham United
V lednu 2004 Zamora odešel do West Hamu jako výměna za Jermaina Defoa. V klubu se velmi dobře zapsal, ve svém debutu proti Bradfordu City vstřelil gól a také při svém domácím debutu vstřelil vítěznou branku proti Cardiffu. V sezoně 2004/05 Zamora vstřelil 13 gólů, včetně play-off, kde svými góly pomohl k postupu do Premier League. V sezoně 2005/06 odehrál celkem 42 ligových zápasů a vstřelil 10 gólů. West Ham skončil v horní polovině Premier League a dostal se až do finále FA Cupu, kde nezvládl penaltový rozstřel s Liverpoolem. Penalty tehdy netrefil právě Zamora, Anton Ferdinand a Paul Konchesky, o kterém již tu byla řeč. I tak byl Zamora odměněn za přínos pro tým čtyřletou smlouvou v lednu 2006. Sezonu 2006/07 začal výborně, když se v prvních čtyřech zápasech sezony trefil šestkrát. I tak West Ham bojoval celou sezonu o udržení a Zamora ukončil sezonu s 11 góly včetně kontroverzní branky proti Blackburnu a zároveň se stal prvním hráčem, který vstřelil vítězný gól na Emirates Stadium proti Arsenalu. V sezoně 2007/08 odehrál jen 14 zápasů kvůli pětiměsíčnímu zranění. Celkem za West Ham Zamora odehrál 152 zápasů a vstřelil 40 gólů.

### Fulham

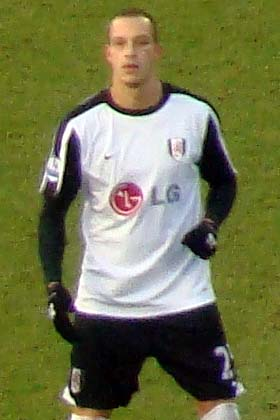
Zamora hrající za Fulham v listopadu 2009

V červenci 2008 Zamora a jeho týmový kolega John Painsil podepsali smlouvu ve Fulhamu za celkem 6,3 milionu liber. V jeho první sezoně ve Fulhamu se nemohl trefit do sítě, protože se v lize trefil jen dvakrát. Přestože se nemohl trefit, hrál důležitou roli v týmu, kterému nakonec pomohl k rekordnímu 7. místu. I tak po sezoně se již Fulham dohodl s Hullem City na přestupu za 5 milionů liber. Ale Zamora se rozhodl zůstat ve Fulhamu. Na začátku sezony 2009/10 v 3. předkole Evropské ligy proti Vetře Vilnius vstřelil gól a dva připravil. Také v prvním kole Premier League se trefil a zařídil výhru Fulhamu 1-0 proti Potsmouthu. Zamora dále skóroval v zápasech proti Hullu, Liverpoolu, Sunderlandu a Manchesteru United, když přispěl k nečekané výhře 3-0. Zamora přispěl také dvěma góly v Evropské lize proti Basileji a Fulham se dostal do vyřazovacích bojů. I na jaře si udržel výbornou formu, když skóroval v zápase proti Šachťaru Doněck, který skončil pro Fulham 2-1. Dále se vyznamenal v zápase proti Birminghamu, když se v 90. minutě trefil z volného kopu přímo do šibenice a zařídil vítězství 2-1. Ještě lépe bylo v domácím zápase proti Juventusu Turín, kdy Zamora skóroval dvakrát a přispěl ke konečné výhře 4-1 a i přes prohru venku 1-3 Fulham postoupil. Ve čtvrtfinále Evropské ligy proti Wolfsburgu znovu pomohl týmu vítězným gólem. V odvetě dokonce vstřelil jediný gól zápasu už v 19. sekundě. Tehdy se Zamorova cena na trhu odhadovala až na 40 milionů liber. Fulham přes Wolfsburg postoupil s celkovým skóre 3-1. Ani semifinále nebylo pro Fulham překážkou a ve finále, kde Zamora nastoupil do základní sestavy, 'Cottagers' prohráli 2-1 v prodloužení. V září 2010 Zamora podepsal novou smlouvu, která ho v londýnském klubu drží až do léta 2014. Následující sezonu odehrál mnohem méně zápasů, protože v utkání s Wolverhamptonem si zlomil nohu. Jeho absence byla znát a na konci sezony pomohl týmu k 8. místu, které mohlo být klidně lepší, kdyby se Zamora nezranil. Celkem tuto sezonu odehrál 14 zápasů, vstřelil 5 gólů a navíc si připsal mnoho asistencí.

## Mezinárodní kariéra
Zamora byl povolán v roce 2002 do týmu Anglie do 21 let na přátelský zápas s Portugalskem. Potom byl také nominován na mistrovství Evropy téhož roku. Celkem nahrál ya mládežnickou reprezentaci 6 zápasů.
V srpnu 2005 Leo Beenhakker, trenér Trinidadu a Tobaga nabídl Zamorovi místo pro Mistrovství světa 2006 v Německu. Zamora však nabídku odmítnul se slovy, že sice jeho otec je z této země, ale že se raději soustředí na West Ham. V srpnu 2009 dostal Zamora společně s obráncem Boltonu Jlloydem Samuelem znovu nabídku na reprezentování Trinidanu, jenže Zamora se při tréninku zranil a za reprezentaci nemohl hrát. Po sezoně 2009/10 však upoutal pozornost trenéra Anglie Fabia Capella, kterou už přijal a odehrál přátelské utkání proti Maďarsku. Málem se dostal i na Mistrovství světa 2010 v Jižní Africe, ale těsně se nevešel do soupisky pro 30 hráčů.
V listopadu 2011 se dostal do základní sestavy v přátelském utkání proti Švédsku, které Anglie vyhrála 1-0.

## Úspěchy

### Brighton & Hove Albion
- Football League Division 3: 2000-01
- Football League Division 2: 2001-02

### West Ham United
- Championship vítěz play-off: 2004-05
- FA Cup finalista: 2005-06

### Fulham
- Evropská liga UEFA finalista: 2009-10

### Individuální
- Football League Division 3 nejlepší střelec (28 gólů): 2000-01
- PFA Hráč roku zvolený fanoušky (Division 3): 2000-01
- Football League Division 2 nejlepší střelec (28 gólů): 2001-02
- PFA Hráč roku zvolený fanoušky (Division 2): 2001-02
- West Ham United: Hráč roku 2006-07

## Statistiky
| Sezona                 | Klub                               | Liga                      | Liga   | Liga | FA Cup | FA Cup | League Cup | League Cup | FA Trophy | FA Trophy | Ostatní | Ostatní | Evropa | Evropa | Celkem | Celkem |
| Sezona                 | Klub                               | Liga                      | Zápasy | Góly | Zápasy | Góly   | Zápasy     | Góly       | Zápasy    | Góly      | Zápasy  | Góly    | Zápasy | Góly   | Zápasy | Góly   |
| ---------------------- | ---------------------------------- | ------------------------- | ------ | ---- | ------ | ------ | ---------- | ---------- | --------- | --------- | ------- | ------- | ------ | ------ | ------ | ------ |
| 1999–00                | Bristol Rovers                     | Division 2                | 4      | 0    | 1      | 0      | 1          | 0          | 0         | 0         | 0       | 0       | 0      | 0      | 6      | 0      |
| Bristol Rovers Total   | Bristol Rovers Total               | Bristol Rovers Total      | 4      | 0    | 1      | 0      | 1          | 0          | 0         | 0         | 0       | 0       | 0      | 0      | 6      | 0      |
| 1999–00                | Bath City (hostování)              | Southern Premier Division | 5      | 7    | 0      | 0      | 0          | 0          | 0         | 0         | 1       | 1       | 0      | 0      | 6      | 8      |
| Bath City              | Bath City                          | Bath City                 | 5      | 7    | 0      | 0      | 0          | 0          | 0         | 0         | 1       | 1       | 0      | 0      | 6      | 8      |
| 1999–00                | Brighton & Hove Albion (hostování) | Division 3                | 6      | 6    | 0      | 0      | 0          | 0          | 0         | 0         | 0       | 0       | 0      | 0      | 6      | 6      |
| 2000–01                | Brighton & Hove Albion             | Division 3                | 43     | 28   | 2      | 2      | 2          | 0          | 1         | 1         | 0       | 0       | 0      | 0      | 48     | 31     |
| 2001–02                | Brighton & Hove Albion             | Division 2                | 41     | 28   | 3      | 2      | 2          | 2          | 0         | 0         | 0       | 0       | 0      | 0      | 46     | 32     |
| 2002–03                | Brighton & Hove Albion             | Division 1                | 35     | 14   | 1      | 0      | 0          | 0          | 0         | 0         | 0       | 0       | 0      | 0      | 36     | 14     |
| Brighton & Hove Albion | Brighton & Hove Albion             | Brighton & Hove Albion    | 125    | 76   | 6      | 4      | 4          | 2          | 1         | 1         | 0       | 0       | 0      | 0      | 136    | 83     |
| 2003–04                | Tottenham Hotspur                  | Premier League            | 16     | 0    | 1      | 0      | 1          | 1          | 0         | 0         | 0       | 0       | 0      | 0      | 18     | 1      |
| Tottenham Hotspur      | Tottenham Hotspur                  | Tottenham Hotspur         | 16     | 0    | 1      | 0      | 1          | 1          | 0         | 0         | 0       | 0       | 0      | 0      | 18     | 1      |
| 2003–04                | West Ham Utd                       | Division 1                | 20     | 5    | 0      | 0      | 0          | 0          | 0         | 0         | 0       | 0       | 0      | 0      | 20     | 5      |
| 2004–05                | West Ham Utd                       | Championship              | 37     | 11   | 0      | 0      | 2          | 2          | 0         | 0         | 0       | 0       | 0      | 0      | 39     | 13     |
| 2005–06                | West Ham Utd                       | Premier League            | 34     | 6    | 7      | 2      | 1          | 2          | 0         | 0         | 0       | 0       | 0      | 0      | 42     | 10     |
| 2006–07                | West Ham Utd                       | Premier League            | 32     | 11   | 2      | 0      | 1          | 0          | 0         | 0         | 0       | 0       | 2      | 0      | 37     | 11     |
| 2007–08                | West Ham Utd                       | Premier League            | 13     | 1    | 0      | 0      | 1          | 0          | 0         | 0         | 0       | 0       | 0      | 0      | 14     | 1      |
| West Ham Utd           | West Ham Utd                       | West Ham Utd              | 136    | 34   | 9      | 2      | 5          | 4          | 0         | 0         | 0       | 0       | 2      | 0      | 152    | 40     |
| 2008–09                | Fulham                             | Premier League            | 35     | 2    | 5      | 2      | 1          | 0          | 0         | 0         | 0       | 0       | 0      | 0      | 41     | 4      |
| 2009–10                | Fulham                             | Premier League            | 27     | 8    | 4      | 3      | 0          | 0          | 0         | 0         | 0       | 0       | 17     | 8      | 48     | 19     |
| 2010–11                | Fulham                             | Premier League            | 14     | 5    | 2      | 0      | 1          | 2          | 0         | 0         | 0       | 0       | 0      | 0      | 17     | 7      |
| 2011–12                | Fulham                             | Premier League            | 0      | 0    | 0      | 0      | 0          | 0          | 0         | 0         | 0       | 0       | 4      | 2      | 4      | 2      |
| Fulham                 | Fulham                             | Fulham                    | 76     | 15   | 11     | 5      | 2          | 2          | 0         | 0         | 0       | 0       | 21     | 10     | 110    | 32     |
| Celkem                 | Celkem                             | Celkem                    | 361    | 132  | 28     | 12     | 14         | 7          | 1         | 1         | 1       | 1       | 23     | 10     | 428    | 164    |